# Ravna Gora (gmina Vlasotince)
Ravna Gora (cyr. Равна Гора) – wieś w Serbii, w okręgu jablanickim, w gminie Vlasotince. W 2011 roku liczyła 62 mieszkańców.